# Tomasz Kotkowiak
Tomasz Kotkowiak (ur. 24 października 1909 w Siedlcu koło Wolsztyna, zm. 6 maja 1996) – budowniczy kozłów, mistrz gry na tych instrumentach. Do końca życia przekazywał tajniki dotyczące gry i budowy kozłów, uczył, co to jest historia, tradycje, folklor i kultura.

## Życiorys
Był członkiem pierwszego zarządu Stowarzyszenia Muzyków Ludowych w Zbąszyniu, założonego w 1959 z inicjatywy Antoniego Janiszewskiego. Pełnił w nim funkcję zastępcy przewodniczącego.
Był między innymi laureatem Lubuskich Nagród Kulturalnych I stopnia za rok 1975 i 1984.

## Upamiętnienie
Zdjęcia Kotkowiaka jako jednego z nieżyjących już mistrzów koźlarskich, prezentowane były na objazdowej wystawie pt. W kręgu kozła polskiego – samorodnego instrumentu ludowego, zorganizowanej przez Muzeum Etnograficzne w Zielonej Górze z siedzibą w Ochli w drugiej połowie lat 90. XX wieku. 
Rada Miejska w dniu 16 października 1996, na XXVI sesji podjęła uchwałę w sprawie nadania skwerowi u zbiegu ulic Kilińskiego, Klubowej i PCK imienia Tomasza Kotkowiaka. Na skwerze usytuowano także obelisk upamiętniający jego patrona.